# Lamar Odom
Lamar Joseph Odom (Queens, 6 novembre 1979) è un ex cestista statunitense.

## Carriera
Dopo tre stagioni all'università di Rhode Island, si dichiarò eleggibile per il Draft NBA 1999. Non terminò così il suo anno da senior, venendo selezionato come 4ª scelta dai Los Angeles Clippers. Il suo debutto nella lega è datato il 2 novembre 1999 contro i Seattle SuperSonics dove in 44 minuti Odom fece registrare 30 punti, 12 rimbalzi, 3 assist, 2 stoppate, e 2 palle recuperate. Nella sua stagione da rookie si mise in mostra collezionando 16,6 punti, 7,8 rimbalzi e 4,2 assist di media.
Restò per quattro anni ai Clippers, per poi passare nella stagione 2003-04 ai Miami Heat, con un contratto di 6 anni da un totale di 65 milioni di dollari. Anche qui realizzò un'ottima stagione, con 17,1 punti, 9,7 rimbalzi e 4,1 assist.
Con queste statistiche, unite alle altre due ottime stagioni delle altre due stelle nascenti della squadra (Dwyane Wade e Caron Butler) Miami riuscì a passare ai play-off e a confrontarsi con le migliori. Alla fine di quella promettente stagione, però, Miami, per riuscire ad accaparrarsi Shaquille O'Neal, dovette cedere Odom, Butler e Grant ai Lakers.
Le tre stagioni seguenti sono tra alti e bassi ma la quarta stagione, 2007-08, è la migliore in carriera di Lamar che dopo l'acquisizione da parte dei Lakers di Pau Gasol, è migliorato in tutte le sue statistiche rivelandosi anche decisivo in molte partite. Conclude la sua regular season con 14,2 punti a partita, 10,6 rimbalzi, 3,5 assist a partita.
Nella stagione 2008-09, nonostante il fatto di partire dalla panchina per ben 46 volte su 78, riesce a dare il suo contributo al raggiungimento del secondo posto dopo la regular season dietro ai Cleveland Cavaliers, mantenendo 11,3 punti, 8,2 rimbalzi e 2,6 assist in 29,7 minuti di media. Ma è durante i play-off che rivela la sua importanza per la squadra, mettendo a segno numerose doppie doppie, sempre partendo dalla panchina, e mantenendo elevate le percentuali di tiro. Sconfiggendo in finale i sorprendenti Orlando Magic, grazie ad un cast stellare comprendente tra gli altri anche Kobe Bryant, Pau Gasol, Bynum, Ariza e Fisher, i gialloviola riescono a vincere il 15º anello della loro storia, il primo personale per "Lamarvelous".
Dopo esser stato per un buon periodo sul mercato dei free agent, il 30 luglio 2009 ha firmato un contratto di 3 anni con l'opzione del 4º, prendendo a stagione poco più di 8,3 milioni di dollari. Nel novembre 2011, durante il Lockout NBA, firma con il Beşiktaş, ma, a causa della fine del Lockout stesso, non gioca neanche una partita con la squadra turca. L'11 dicembre 2011 diviene un giocatore dei Dallas Mavericks in cambio di una futura prima scelta e della "trade exception".
Il 3 marzo 2012 viene assegnato alla franchigia di sviluppo dei Texas Legends, nella NBDL. Il giorno dopo viene però reintegrato nel roster ufficiale dei Mavericks. La sua esperienza texana è stata negativa (tanto che nel 2017 è arrivato ad affermare che la scelta di andare a Dallas ha posto fine alla sua carriera) e il 28 giugno 2012 viene ceduto ai Los Angeles Clippers in una trade che ha coinvolto anche Utah Jazz e Houston Rockets.
Il 18 febbraio firma un contratto della durata di due mesi (con possibilità di rinnovo fino alla fine della stagione) con gli spagnoli del Saski Baskonia. Un mese dopo, in seguito ad un infortunio alla schiena, fa ritorno negli Stati Uniti per un consulto con i suoi medici personali: non è in grado di terminare la stagione col Baskonia, chiudendo quindi l'esperienza con sole 2 partite giocate.
Il 16 aprile 2014 firma fino a fine stagione con i New York Knicks, ma viene tagliato il successivo 12 luglio senza mai essere sceso in campo.

### Nazionale
Con la Nazionale statunitense prese parte al torneo olimpico di Atene 2004, dove la squadra americana dovette accontentarsi della medaglia di bronzo. Ha fatto parte della Nazionale statunitense che vinse i mondiali di Turchia 2010, durante i quali disputò 9 partite con il 53,8% dal campo e 69 rimbalzi, risultando il miglior rimbalzista del Team USA.

## Vita privata
È stato fidanzato con Liza Morales, con la quale ha avuto tre figli: Destiny (1998), Lamar Jr. (2002) e Jayden (15 dicembre 2005). Il 29 giugno 2006 Jayden, il figlio di 6 mesi di Odom, è morto di SIDS mentre dormiva nella sua casa di New York.
Nel 2008 è apparso nel video del featuring di Busta Rhymes con i Linkin Park We Made It.
Nel settembre 2009 si è sposato con Khloé Kardashian. Il 26 agosto 2013 viene diffusa la notizia della sua sparizione da 3 giorni. Il giocatore sarebbe scomparso dopo essere stato cacciato di casa dalla moglie a seguito del suo rifiuto di entrare in riabilitazione per curare la sua dipendenza da crack. Viene ritrovato il giorno stesso in un Hotel di Los Angeles sotto effetto di droghe. Il 30 agosto 2013, viene arrestato per guida in stato di ebbrezza; il successivo 9 dicembre si dichiara colpevole al processo e accetta la condanna a 3 anni di libertà vigilata e 3 mesi di riabilitazione. Il 13 dicembre 2013 la moglie Khloé presenta i documenti per la richiesta di divorzio.
Il 14 ottobre 2015 viene trovato in stato di incoscienza in un bordello di Crystal, in Nevada, a seguito di un cocktail di droghe, alcool e viagra. È immediatamente trasferito presso il Sunrise Hospital di Las Vegas in condizioni critiche. Il 17 ottobre Odom si risveglia dopo tre giorni di coma. Lamar stesso ha raccontato la sua lunga storia di riabilitazione in un lungo post sul sito The Players' tribune.
Il 6 novembre 2017 è stato ritrovato privo di sensi dopo avere bevuto molto in un night club.

## Statistiche

### College
| Anno      | Squadra        | PG | PT | MP   | TC%  | 3P%  | TL%  | RP  | AP  | PRP | SP  | PP   |
| --------- | -------------- | -- | -- | ---- | ---- | ---- | ---- | --- | --- | --- | --- | ---- |
| 1998-1999 | R. Island Rams | 32 | 32 | 34,9 | 48,2 | 33,0 | 68,7 | 9,4 | 3,8 | 0,8 | 1,5 | 17,6 |
| Carriera  | Carriera       | 32 | 32 | 34,9 | 48,2 | 33,0 | 68,7 | 9,4 | 3,8 | 0,8 | 1,5 | 17,6 |

### NBA

#### Regular Season
| Anno       | Squadra          | PG  | PT  | MP   | TC%  | 3P%  | TL%  | RP   | AP  | PRP | SP  | PP   |
| ---------- | ---------------- | --- | --- | ---- | ---- | ---- | ---- | ---- | --- | --- | --- | ---- |
| 1999-2000  | L.A. Clippers    | 76  | 70  | 36,4 | 43,8 | 36,0 | 71,9 | 7,8  | 4,2 | 1,2 | 1,3 | 16,6 |
| 2000-2001  | L.A. Clippers    | 76  | 74  | 37,3 | 46,0 | 31,6 | 67,9 | 7,8  | 5,2 | 1,0 | 1,6 | 17,2 |
| 2001-2002  | L.A. Clippers    | 29  | 25  | 34,4 | 41,9 | 19,0 | 65,6 | 6,1  | 5,9 | 0,8 | 1,2 | 13,1 |
| 2002-2003  | L.A. Clippers    | 49  | 47  | 34,3 | 43,9 | 32,6 | 77,7 | 6,7  | 3,6 | 0,9 | 0,8 | 14,6 |
| 2003-2004  | Miami Heat       | 80  | 80  | 37,5 | 43,0 | 29,8 | 74,2 | 9,7  | 4,1 | 1,1 | 0,9 | 17,1 |
| 2004-2005  | L.A. Lakers      | 64  | 64  | 36,3 | 47,3 | 30,8 | 69,5 | 10,2 | 3,7 | 0,7 | 1,0 | 15,2 |
| 2005-2006  | L.A. Lakers      | 80  | 80  | 40,3 | 48,1 | 37,2 | 69,0 | 9,2  | 5,5 | 0,9 | 0,8 | 14,8 |
| 2006-2007  | L.A. Lakers      | 56  | 56  | 39,3 | 46,8 | 29,7 | 70,0 | 9,8  | 4,8 | 0,9 | 0,6 | 15,9 |
| 2007-2008  | L.A. Lakers      | 77  | 77  | 37,9 | 52,5 | 27,4 | 69,8 | 10,6 | 3,5 | 1,0 | 0,9 | 14,2 |
| 2008-2009† | L.A. Lakers      | 78  | 32  | 29,7 | 49,2 | 32,0 | 62,3 | 8,2  | 2,6 | 1,0 | 1,3 | 11,3 |
| 2009-2010† | L.A. Lakers      | 82  | 38  | 31,5 | 46,3 | 31,9 | 69,3 | 9,8  | 3,3 | 0,9 | 0,7 | 10,8 |
| 2010-2011  | L.A. Lakers      | 82  | 35  | 32,2 | 53,0 | 38,2 | 67,5 | 8,7  | 3,0 | 0,6 | 0,7 | 14,4 |
| 2011-2012  | Dallas Mavericks | 50  | 4   | 20,5 | 35,2 | 25,2 | 59,2 | 4,2  | 1,7 | 0,4 | 0,4 | 6,6  |
| 2012-2013  | L.A. Clippers    | 82  | 2   | 19,7 | 39,9 | 20,0 | 47,6 | 5,9  | 1,7 | 0,8 | 0,7 | 4,0  |
| Carriera   | Carriera         | 961 | 684 | 33,4 | 46,3 | 31,2 | 69,3 | 8,4  | 3,7 | 0,9 | 0,9 | 13,3 |

### Play-off
| Anno     | Squadra       | PG  | PT | MP   | TC%  | 3P%  | TL%  | RP   | AP  | PRP | SP  | PP   |
| -------- | ------------- | --- | -- | ---- | ---- | ---- | ---- | ---- | --- | --- | --- | ---- |
| 2004     | Miami Heat    | 13  | 13 | 39,4 | 44,5 | 30,8 | 68,1 | 8,3  | 2,8 | 1,2 | 0,8 | 16,8 |
| 2006     | L.A. Lakers   | 7   | 7  | 44,9 | 49,5 | 20,0 | 66,7 | 11,0 | 4,9 | 0,4 | 1,1 | 19,1 |
| 2007     | L.A. Lakers   | 5   | 5  | 38,4 | 48,2 | 27,3 | 50,0 | 13,0 | 2,2 | 0,4 | 1,2 | 19,4 |
| 2008     | L.A. Lakers   | 21  | 21 | 37,4 | 49,1 | 27,3 | 66,1 | 10,0 | 3,0 | 0,7 | 1,3 | 14,3 |
| 2009†    | L.A. Lakers   | 23  | 5  | 32,0 | 52,4 | 51,4 | 61,3 | 9,1  | 1,8 | 0,7 | 1,3 | 12,3 |
| 2010†    | L.A. Lakers   | 23  | 0  | 29,0 | 46,9 | 24,4 | 60,0 | 8,6  | 2,0 | 0,7 | 0,9 | 9,7  |
| 2011     | L.A. Lakers   | 10  | 1  | 28,6 | 45,9 | 20,0 | 71,1 | 6,5  | 2,1 | 0,2 | 0,4 | 12,1 |
| 2013     | L.A. Clippers | 6   | 1  | 17,8 | 36,7 | 35,7 | 50,0 | 3,8  | 1,8 | 0,8 | 0,8 | 5,0  |
| Carriera | Carriera      | 108 | 53 | 33,3 | 47,9 | 30,3 | 64,3 | 8,8  | 2,4 | 0,7 | 1,0 | 13,0 |

## Palmarès
- McDonald's All American (1997) (competizione a cui partecipano i migliori collegiali).
- NBA All-Rookie First Team (2000).
- NBA Sixth Man of the Year (2011)
- Campionato NBA: 2

Los Angeles Lakers: 2009, 2010